# Scivolo d'emergenza

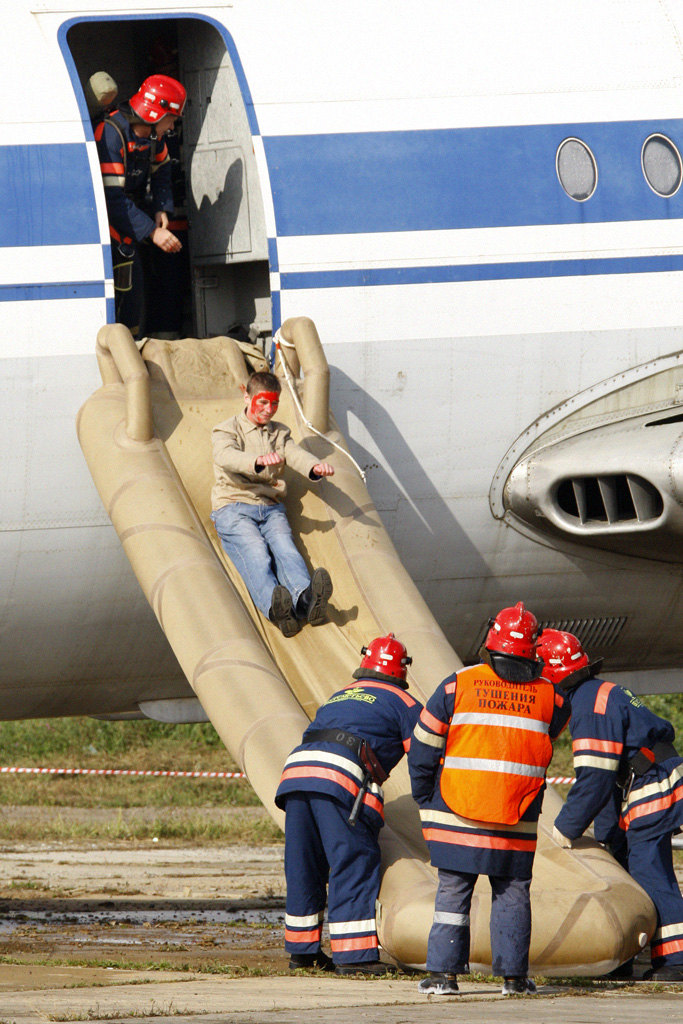
Scivolo d'emergenza in uso nel corso di una esercitazione

Scivolo di emergenza di un Boeing 747SP in gonfiaggio

Uno scivolo d'emergenza  è un dispositivo gonfiabile utilizzato per evacuare rapidamente un aeromobile.
Tutti gli aeromobili commerciali (che trasportano passeggeri) devono essere equipaggiati con scivoli di emergenza qualora le soglie delle porte siano ad un'altezza tale che, in caso di evacuazione, i passeggeri sarebbero impossibilitati a scendere senza farsi male. La FAA e l'EASA richiedono che siano installati scivoli su tutti gli aeromobili con porte, dove il pavimento della cabina passeggeri sia ad una distanza uguale o maggiore a 1,8 metri dal terreno. Gli scivoli di emergenza, generalmente, sono ripiegati all'interno della struttura della porta, nel pacco scivolo. Questo è una parte della porta, sporgente verso l'interno della cabina e varia in grandezza in funzione sia dell'ampiezza della porta sia delle dimensioni dell'aeromobile. Gli scivoli possono essere a corsia singola o doppia, in funzione della larghezza dell'uscita dell'aeromobile. A parità di tempo, durante un'evacuazione, quello a corsia doppia permette di evacuare un numero più alto di persone. Alcuni tipi di scivoli di evacuazione sono costruiti in modo da poter essere utilizzati anche come battelli in caso di ammaraggio (scivolo battello).

## Finestrini d'emergenza
Alcuni aeromobili hanno scivoli d'emergenza sulle porte principali, ma non hanno scivoli sulle ali in quanto, con i flaps completamente abbassati, le ali sono sufficientemente vicino al terreno per far sì che i passeggeri possano evacuare senza ferirsi. Alcuni di questi aeromobili sono: Embraer 190, Boeing 707, Boeing 717, Douglas DC-9, McDonnell Douglas MD-80, Boeing 727 e Boeing 737. Su alcuni aeromobili, per l'utilizzo dei finestrini di emergenza, è richiesto l'uso di scivoli alari, affinché i passeggeri possano raggiungere il terreno in maniera veloce e sicura. Un esempio di tali aeromobili sono Boeing 767, Boeing 757 e la serie Airbus A320.
All'interno della cornice del finestrino si trova una maniglia di gonfiaggio manuale da azionare nel caso in cui il sistema automatico non funzionasse. Normalmente, gli scivoli alari non sono realizzati per un loro utilizzo in situazioni di ammaraggio, in quanto non possono essere distaccati dall'aeromobile e comunque non si gonfierebbero perché il sistema di gonfiaggio aspirerebbe acqua.
I finestrini di emergenza hanno usualmente due configurazioni:
- Un tipo, non incernierato alla struttura dell'aeromobile. In questo caso il finestrino può essere sbloccato e rimosso sia dall'interno che dall'esterno. Qualora fosse rimosso dall'interno, alcuni vettori (Linee Aeree) suggeriscono di posizionarlo sui posti adiacenti o in prossimità dell'uscita e posto in maniera da non intralciare l'evacuazione oppure, di gettarlo all'esterno facendo sempre in modo che non ostacoli la fuga. Nel caso invece, fosse necessario rimuoverlo dall'esterno, le procedure di evacuazione raccomandano di posizionarlo sull'ala. La maggior parte dei finestrini alari di emergenza sono di questo tipo.
- Un altro tipo è il finestrino alare automatico incernierato, che si apre automaticamente verso l'esterno quando viene azionata la maniglia di emergenza. Questo tipo di uscita fu realizzata dopo il disastro aereo di Manchester del 1985 durante il quale, i passeggeri furono in difficoltà ad aprire i finestrini di emergenza, in quanto persone non addestrate. Questo tipo di scivolo può essere trovato sull'aeromobile Boeing 737.

Le uscite di emergenza alari sono normalmente equipaggiate con funi utilizzate in caso di ammaraggio o di evacuazione a terra. Tali funi possono essere stipate all'interno della cornice del finestrino o posizionate in un alloggiamento dedicato. Un'estremità della fune ha un moschettone per assicurarla ad un gancio sull'ala.

## Storia
Il primo scivolo d'emergenza per aeromobili, fu progettato e prodotto da  Air Cruisers (archiviato dall'url originale il 23 aprile 2011), società fondata da James F. Boyle, inventore del giubetto salvagente WWII, the Mae West. Antecedentemente agli scivoli gonfiabili, alcuni aeromobili per passeggeri impiegavano scivoli di tela, il cui utilizzo richiedeva una procedura molto complessa. Scivoli in tela potrebbero essere trovati ancora su alcuni aeromobili di fabbricazione russa. James F. Boyle è stato accreditato come l'inventore dello scivolo d'emergenza gonfiabile per aeromobili, mentre era alle dipendenze di Air Cruisers. La richiesta del brevetto per lo scivolo "Inflatable Escape Chute Assembly" fu inoltrata da Boyle nel 1954 ed il progetto fu brevettato nel 1956 con il numero 2,765,131. Oggi, Air Cruisers produce scivoli per aeromobili per oltre il 65% del mercato.

## Tipologie

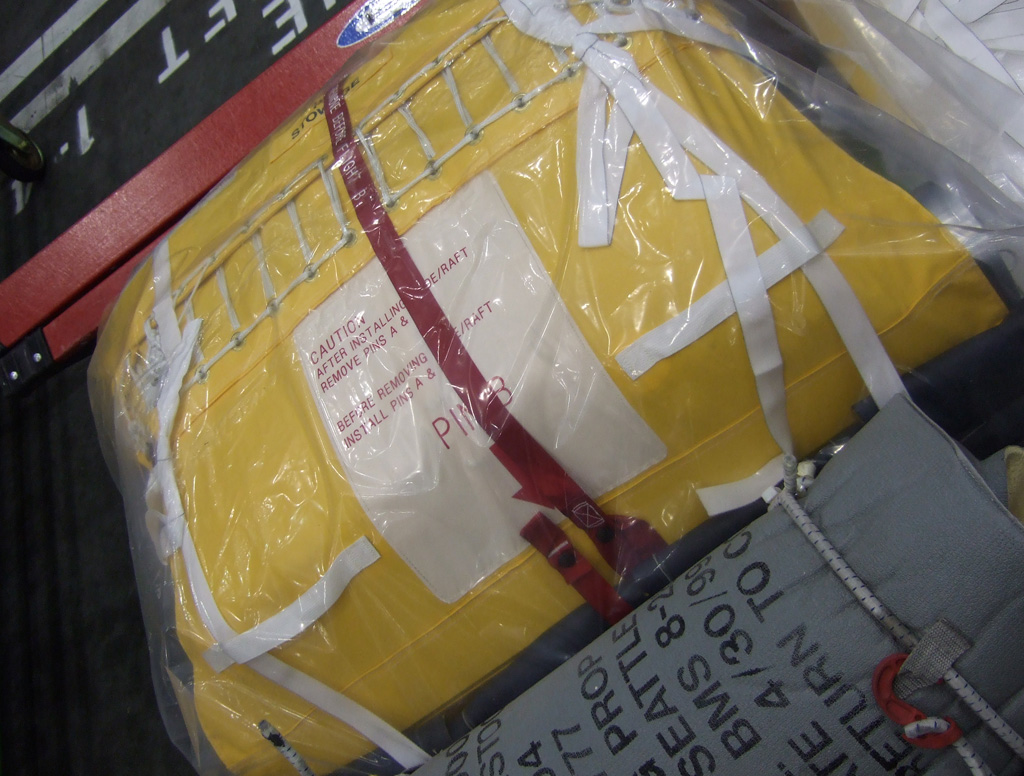
Scivolo d'evacuazione ripiegato

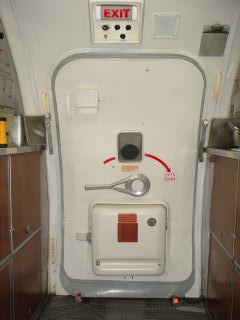
Scivolo contenuto nella parte bassa della porta

Ci sono due tipi di scivoli d'emergenza per aeromobili: scivoli e scivoli battello. Lo scivolo è certificato solamente per un'evacuazione a terra. Sebbene abbia una sufficiente capacità di galleggiamento, per le sue dimensioni e caratteristiche, non può essere impiegato come battello. Tuttavia, in caso di caduta in acqua, si può utilizzarlo come mezzo di galleggiamento di soccorso dove possono trovare posto un esiguo numero di passeggeri. Altri, pur restando in acqua, possono sorreggersi su una fune che corre lungo il suo perimetro, in attesa dei mezzi di soccorso. Uno scivolo/battello invece, è uno scivolo d'emergenza che può essere usato sia come mezzo di evacuazione a terra sia come battello in un ammaraggio. Gli scivoli/battello, per le loro dimensioni, nomenclatura ed equipaggiamenti, sono certificati per poter essere utilizzati come veri e propri battelli. Hanno infatti un doppio tubolare sovrapposto che li distingue in maniera netta dal normale scivolo d'evacuazione. Sono normalmente equipaggiati con una tenda montabile, alloggiamenti esterni per contenere materiale di emergenza e di sopravvivenza come tura-falle, razzi di segnalazione, ancora marina per far sì che il battello non si allontani troppo dalla zona d'ammaraggio e faciliti i soccorsi, materiale di primo soccorso, acqua, integratori alimentari e talvolta, desalinizzatori.
Dopo l'ammaraggio gli scivoli e scivoli/battello possono essere distaccati dalla barra d'ancoraggio che li tieni collegati all'aeromobile. La procedura di distacco può, per esempio, prevedere di alzare la copertura della barra di ancoraggio e tirare la maniglia di sganciamento evidenziata dalla scritta rossa "For Ditching Use Only". Una volta che lo scivolo è separato, rimane collegato all'aeromobile da una fune. Questa fune ha un punto di rottura a carico predeterminato che si distaccherebbe nel caso in cui l'aeromobile affondasse oppure può essere tagliata con il coltello presente sul battello.
Uno scivolo-rampa è uno scivolo che ha una piccola piattaforma tra l'uscita e lo scivolo stesso. È utilizzata principalmente per colmare lo spazio tra l'uscita, dorso alare e lo scivolo vero e proprio, in modo da rendere più sicura e veloce l'evacuazione. Alcuni aeromobili che utilizzano dispositivi rampa sono: Airbus A310,  Airbus 340-600. URL consultato il 18 maggio 2018 (archiviato dall'url originale il 27 maggio 2011), Airbus A380, Boeing 747, la serie Airbus A320, Boeing 757-variant e Boeing 767-variant.
Altri tipi di scivoli d'evacuazione, unici per la loro allocazione si trovano su alcuni modelli DC-9, MD-80 e Boeing 717. 
Questo tipo di scivolo è montato nel cono di coda dell'aeromobile alla fine di una passerella. Si dispiega al  distacco del cono di coda, che può avvenire automaticamente all'apertura della porta posteriore che dà  accesso alla passerella. o manualmente. Alla fine della passerella si trovano due maniglie. Una è per il distacco manuale del cono di coda mentre l'altra è dedicata al gonfiaggio manuale dello scivolo.
Alcuni scivoli di evacuazione non sono contenuti in un pacco scivolo montato sulla porta, bensì sono allocati in un vano della fusoliera posto al di sotto dell'uscita. Questa tipologia di scivolo si trova sull'Airbus A321 e normalmente alle uscite alari del Boeing 777-300ER.
Uno degli ultimi sviluppi nella tecnologia degli scivoli d'evacuazione si trova sull'Airbus A380, che è stato progettato dalla Goodrich Aircraft Interior Products. Alcuni degli scivoli hanno il sistema di gonfiaggio Tribrid Inflation System. Esso è connesso ad un sistema di sensori posti all'interno della porta. In caso di atterraggio anormale, per esempio perdita del carrello principale, il particolare assetto "Nose-up" dell'aeromobile non permetterebbe agli scivoli di alcune uscite anteriori di raggiungere il suolo. In questo caso quando la porta viene aperta in modalità emergenza, si gonfierà anche un'appendice in modo che lo stesso possa raggiungere il suolo. Al contrario, fossimo nella stessa situazione, per esempio su un Boeing B747, non essendoci questo sistema innovativo, le stesse uscite non risulterebbero agibili.

## Operatività
Prima della partenza, normalmente prima dell'allontanamento dei mezzi di sbarco aeroportuali, tutte le porte dell'aeromobile devono essere armate (posizionate in modalità automatica o di emergenza) dagli assistenti di volo. I metodi di armamento variano secondo il tipo di aeromobile, ma l'azione ultima in cui consiste l'armamento di una porta è il rendere la barra d'ancoraggio (barra di metallo attaccata all'estremità dello scivolo) solidale con la soglia dell'uscita (Ancorata fisicamente a degli attacchi sul pavimento della cabina passeggeri). Sugli aeromobili più vecchi, come il Boeing 737, questa azione viene svolta fisicamente da un assistente di volo mentre sulle nuove versioni di aeromobili consiste nell'azionare una leva sulla porta che arma a sua volta la porta internamente.
Quando è richiesta una evacuazione rapida, le porte sono aperte in modalità "armata". L'apertura della porta trascina il pacco scivolo all'esterno (perché la barra d'ancoraggio è fisicamente attaccata al pavimento dell'aeromobile). Una volta che lo scivolo è completamente libero, cadrà per gravità e dispiegatosi sufficientemente, si attiverà il sistema di gonfiaggio automatico. A causa del peso della porta e dello scivolo, è richiesto un grande sforzo per aprire la porta sufficientemente, affinché si possa liberare lo scivolo dal suo contenitore. Su aeromobili più grandi entra in funzione un sistema di servo assistenza per aiutarne l'apertura. 
Nel caso in cui non funzionasse il sistema automatico di gonfiaggio, l'assistente di volo può azionare il sistema manuale che consiste nel tirare una maniglia rossa posizionata tra la barra d'ancoraggio e lo scivolo. Dovesse fallire anche questa opzione, le procedure operative standard prevedono che l'assistente di volo indirizzi i passeggeri verso l'uscita agibile più vicina.
Alcuni aeromobili di costruzione russa come il Tupolev Tu-154 hanno un sistema molto complicato per attivare e dispiegare gli scivoli. Gli scivoli sono contenuti in un armadietto normalmente al lato dell'uscita di emergenza. Sono normalmente di grandezza simile ad una poltrona passeggeri sia in altezza sia in larghezza. Per azionarlo va estratto e posizionato sul pavimento o sulla soglia della porta, spinto verso l'esterno, durante la caduta si dispiega e si gonfia.
Prima del decollo gli Assistenti di Volo effettuano una dimostrazione di alcune procedure d'emergenza e del posizionamento delle uscite. Inoltre, in ogni poltrona passeggeri è disponibile una safety card che indica le procedure d'emergenza (come cinture di sicurezza, maschere ad ossigeno, giubbotto salvagente, posizione d'impatto, collocamento delle uscite di emergenza e apertura in emergenza di queste). Gli assistenti di volo ricevono un approfondito e ricorrente addestramento sulle procedure di emergenza compreso l'utilizzo degli scivoli d'evacuazione.

## Utilizzo
In un articolo su TIME  Amanda Ripley. e Dan Johnson, esperti di sicurezza nel campo dell'aviazione, fornirono dei consigli su come evacuare un aeromobile ed evitare ferite quando si usano scivoli di emergenza. Ecco i loro suggerimenti: 
- Numero uno: Abbiate un piano di fuga. Sappiate dove sono ubicate le uscite quando vi sedete in un aereo.
- Due: Abbiate un piano di fuga di riserva. Spesso, i passeggeri hanno difficoltà ad aprire le uscite di emergenza e gli scivoli potrebbero non funzionare correttamente.
- Tre: lasciate l'aeromobile nel più breve tempo possibile. Non fatevi neanche venire in mente di prendere il vostro bagaglio a mano.
- Quattro: Saltate! Johnson afferma che se tutti i passeggeri saltassero, l'evacuazione sarebbe il 50% più veloce. E più veloce è, meglio è!
- Cinque: per evitare bruciature, mantenete i piedi sollevati e le braccia incrociate sul petto. Le donne dovrebbero evitare di indossare collant e scarpe con tacchi a punta quando volano. Le calze possono sciogliersi sulla pelle col calore di un incendio ed i tacchi possono forare lo scivolo di emergenza.
- Sei: quando arrivate a terra, allontanatevi al più presto. Un ammasso di persone alla base dello scivolo può causare incidenti e rallentare l'evacuazione.

## Gonfiaggio imprevisto
Il dispiegamento imprevisto di uno scivolo avviene quando colui che opera sulla porta prova ad aprirla quando è in modalità armata. Questo tipo di incidente causa una perdita di milioni di dollari in mancato guadagno ogni anno, stimato in circa 20 milioni di dollari in Nord America solamente dall'equipaggio di cabina.
Può essere usato un dispositivo per prevenire questo problema. Il dispositivo emette un suono di allarme quando la porta viene aperta in modalità emergenza. Questo dispositivo funziona in modo indipendente e si inserisce automaticamente quando la porta è armata. Può essere installato come un'unità a parte oppure integrato negli impianti dell'aeromobile ed alimentato attraverso l'impianto elettrico generale.